# Större hästskonäsa

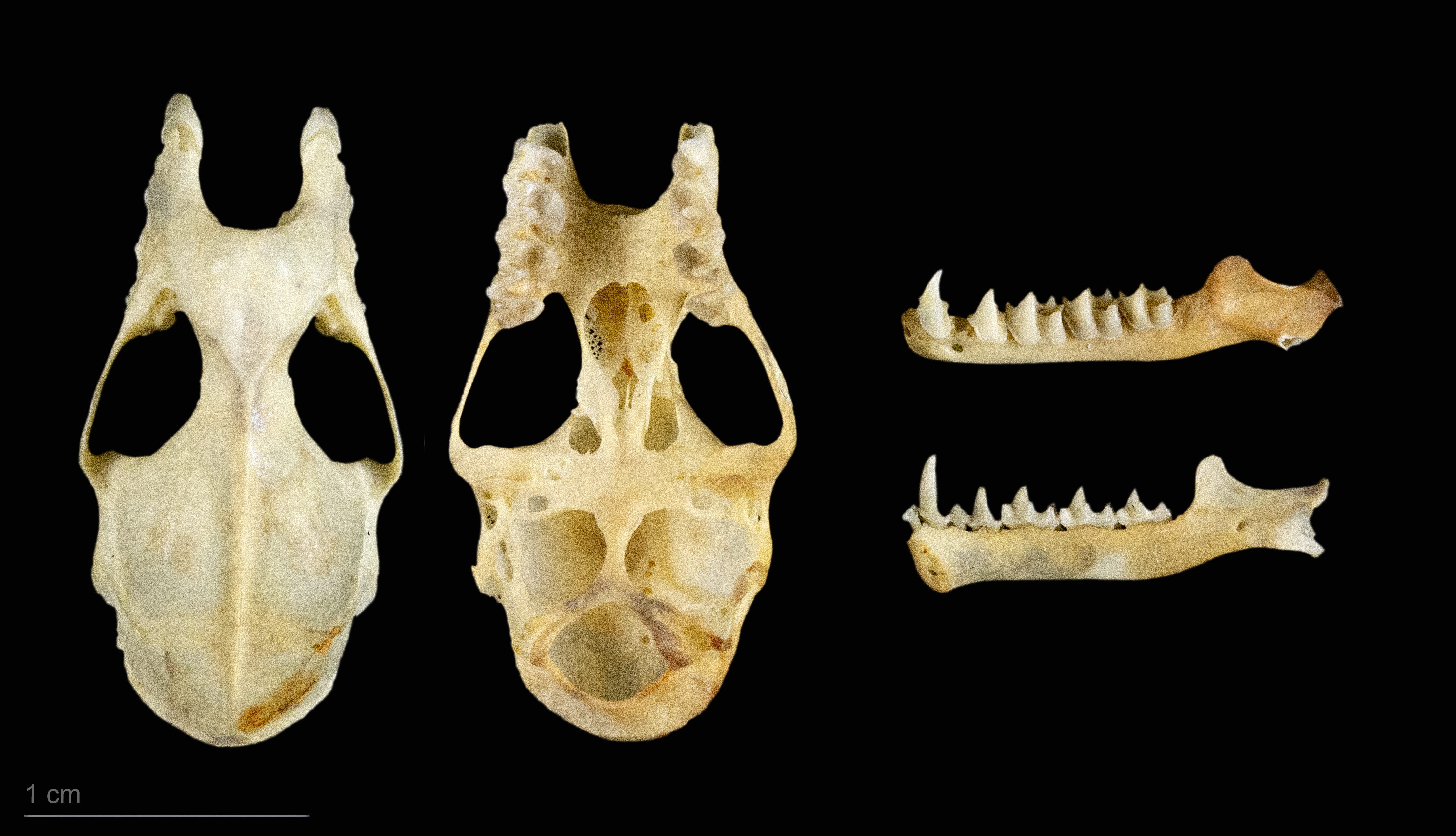
Rhinolophus ferrumequinum

Större hästskonäsa (Rhinolophus ferrumequinum) är en fladdermus som tillhör familjen hästskonäsor och dess största medlem i Europa. Arten kallas även Stor hästskonäsa.

## Kännetecken
Arten når en kroppslängd mellan 5,6 och 6,9 centimeter och därtill kommer en 3 till 4,3 cm lång svans. Djurets vingspann ligger mellan 33 och 39 centimeter. Vuxna individer har en vikt mellan 13 och 34 gram.
Pälsen är beige, varierande från ljus till mörkare beige med brunt eller grått inslag.

### Näsbihang
Som alla hästskonäsor har den hudutskott kring näsöppningarna. Det mellersta av dessa utskott, sadeln, har ett karakteristiskt utseende som är till hjälp vid bestämningen: Den övre delen har en tjock, trubbig spets, uppåt- och svagt utåtsträckt sedd från sidan.

## Vanor
Den stora hästskonäsan har en vanligen låg, fjärilsliknande flykt med inslag av glidflykt. Födan består av olika insekter, bland annat nattflygande fjärilar. Den är mycket social, och kan sommartid bilda stora, könsblandade kolonier på upp till 1 000 djur. Inom kolonin etableras ingen hierarki och aggressiviteten är mycket låg.
Den uppehåller sig på ängar, lövskog och macchia, där den fångar skalbaggar, nattfjärilar och andra insekter. Den kan även ta spindlar. Daglegan sker vanligtvis i grottor, gruvor och andra håligheter. I norra delen av sitt utbredningsområde kan den även använda höga byggnader som vindar. Vinterdvalan sker i grottor och andra stora, underjordiska utrymmen. I södra delen av dess utbredningsområde förekommer det att den inte alls går i vinterdvala. Efter parningen kan honor med ungar bilda egna kolonier som är skilda från de vuxna hannarna men icke könsmogna hannar accepteras. Dessa sociala strukturer är oftast kortvariga. En moder kommunicerar med sin unge med olika läten (inte samma läte som används för ekolokaliseringen).
Lätet för ekolokaliseringen består av mycket korta och högfrekventa pulser med en frekvens omkring 70 till 80 kHz.

### Fortplantning
Honor blir efter ungefär 4 år könsmogna och för hanar infaller könsmognaden redan vid omkring 3 års ålder. Det förekommer dock att könsmognaden kan dröja ända till 7 år. Parningstiden kan vara från höst till vår, men främst sent i september och oktober. Efter dräktigheten som vanligtvis är fördröjd och varar i drygt 10 veckor föder honan en unge i juni till juli, sällsynt i augusti.
I Europa är den högsta uppmätta åldern 30 år. Den blir äldst av alla europeiska fladdermöss.

## Utbredning
Arten finns i Nordafrika, norra Medelhavsområdet upp till Mellaneuropa med nordgräns i Sydengland. Den finns också i Asien österut till Japan.
Större hästskonäsa når i bergstrakter 3000 meter över havet.

## Status
Den stora hästskonäsan är globalt livskraftig ("LC"). Den är dock på nedgående och är upptagen i EU:s habitatdirektiv, bilaga 2 och 4.